# 大阪市立東中浜小学校
大阪市立東中浜小学校（おおさかしりつ ひがしなかはましょうがっこう）は、大阪府大阪市城東区にある公立小学校。
1955年に大阪市立中浜小学校の分校として開設され、1958年に独立校となった。

## 沿革
- 1955年6月7日 - 現在地に大阪市立中浜小学校の分校を設置。
- 1958年4月1日 - 大阪市立北中本小学校（仮称）として独立開校。
- 1958年4月7日 - 学校名が「大阪市立東中浜小学校」と正式決定。

## 通学区域
- 大阪市城東区 東中浜1丁目の一部、東中浜2･3･5･6･8･9丁目の全域。

卒業生は大阪市立城東中学校へ進学する。

## 交通
- 地下鉄中央線 緑橋駅 北東500m。